# بنیامین ششکو

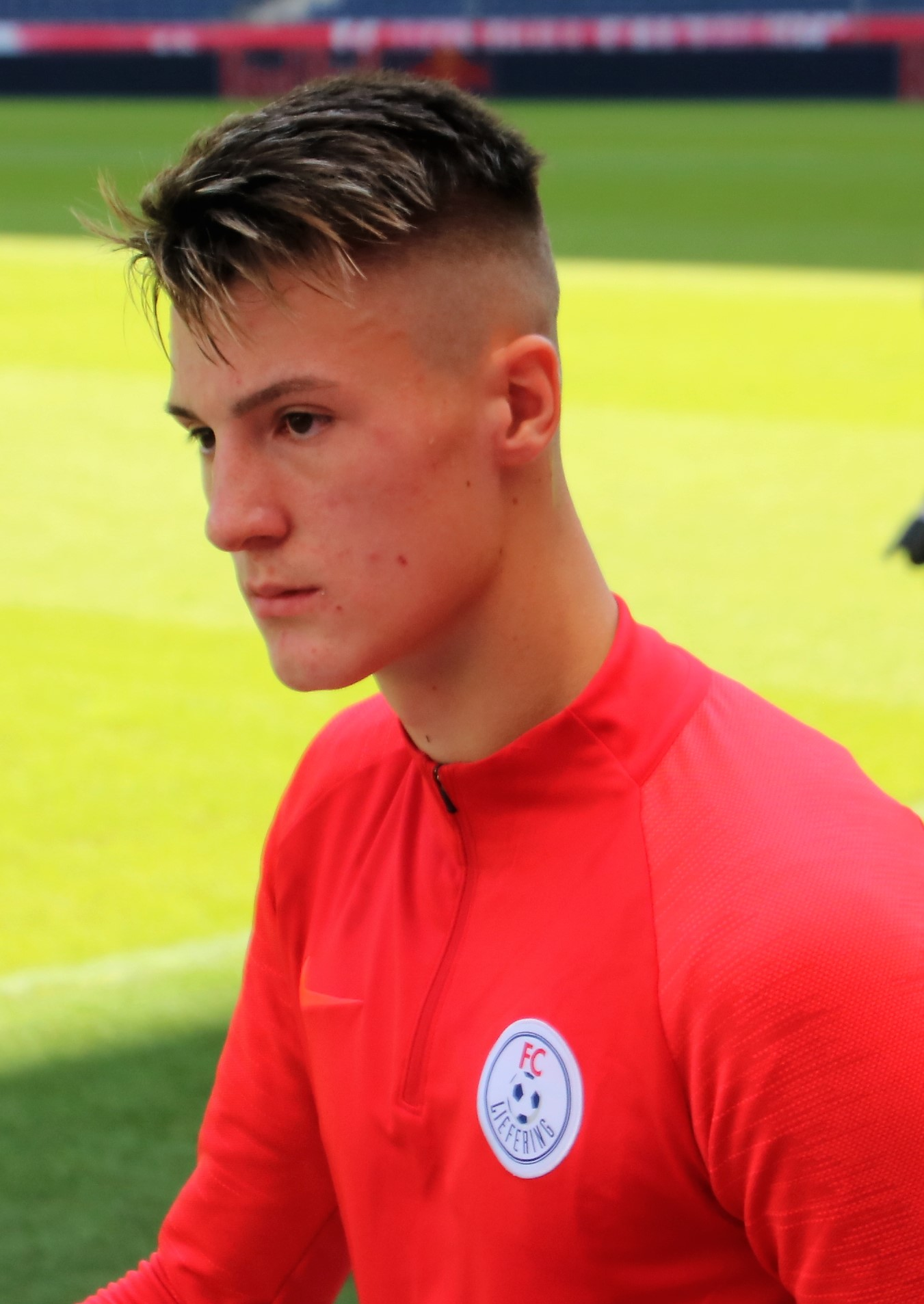
شسکو با لیفرینگ سال ۲۰۱۹

بنیماین شسکو (زادهٔ ۳۱ مه ۲۰۰۳) یک فوتبالیست حرفه‌ای اسلوونیایی است که در پست مهاجم برای لیگ لیگ برتر فوتبال انگلستان و باشگاه فوتبال منچستر یونایتد و تیم ملی اسلوونی بازی می‌کند.

## حرفه باشگاهی

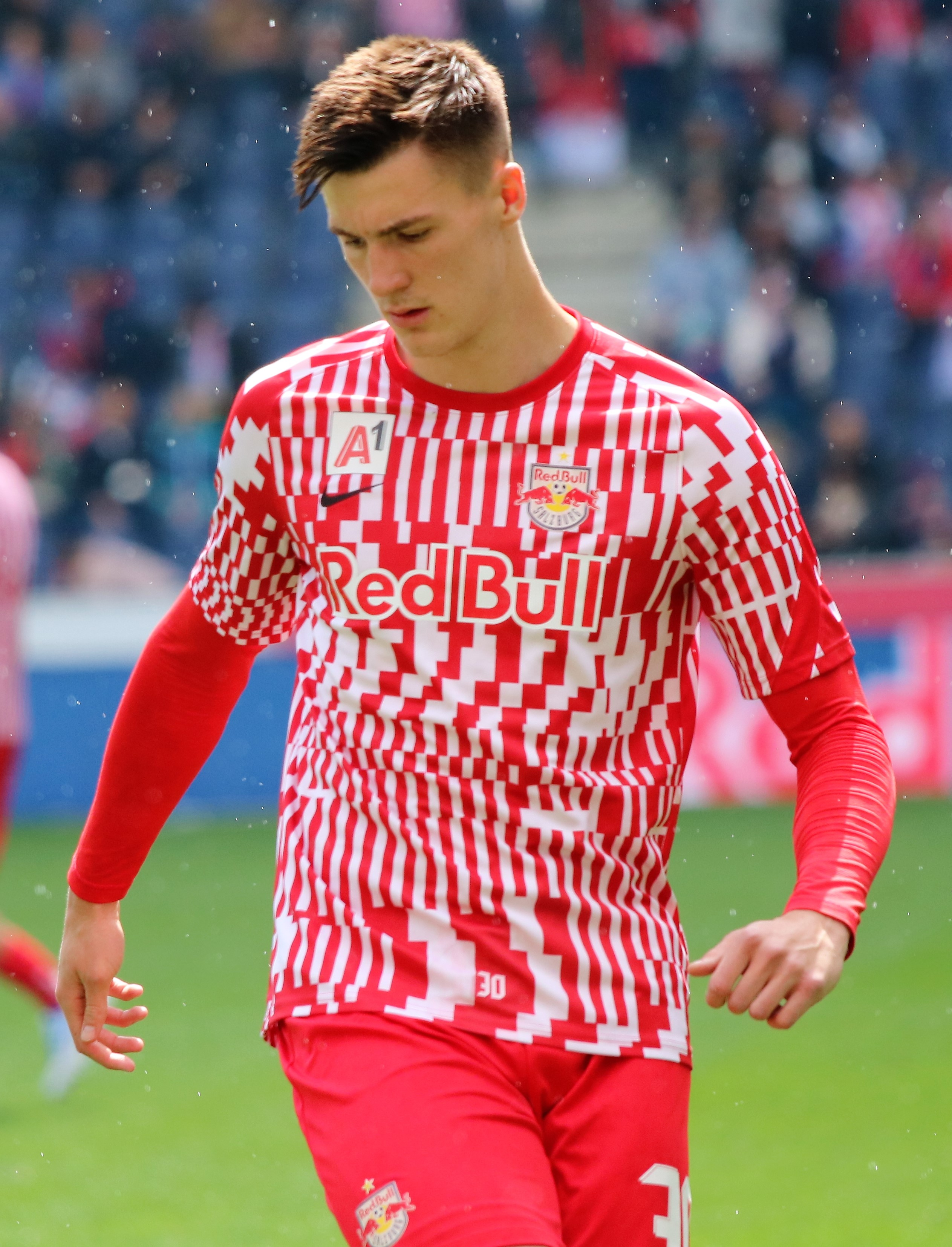
شسکو در پیراهن لایپزیگ

#### در آغاز کار
شسکو کار خود را در باشگاه شهر خود رادچه آغاز کرد. او سپس برای Rudar Trbovlje بازی کرد، در سال ۲۰۱۶ او به کرسکو منتقل شد و در آنجا برای تیم‌های زیر ۱۵ و زیر ۱۷ سال بازی کرد. در فصل ۱۸–۲۰۱۷، او ۵۹ گل در ۲۳ بازی برای زیر ۱۵ سال به ثمر رساند. در سال ۲۰۱۸، شسکو به دومژاله پیوست و یک فصل در آنجا ماند.

#### ردبول سالزبورگ
در ۳ ژوئن ۲۰۱۹، شسکو یک قرارداد حرفه ای سه ساله با ردبول سالزبورگ امضا کرد. او اولین بازی خود را با ردبول سالزبورگ در پیروزی ۳–۰ بوندسلیگا فوتبال اتریش مقابل TSV Hartberg در ۳۰ ژانویه ۲۰۲۱ انجام داد.

##### اف سی لیفرینگ (قرضی)
بلافاصله پس از امضای قرارداد با ردبول سالزبورگ، او به باشگاه محلی آنها FC Liefering منتقل شد، که در لیگ دوم اتریش رقابت می‌کند. در فصل ۲۰۲۰–۲۱، او در ۲۹ بازی ۲۱ گل به ثمر رساند و دومین گلزن برتر لیگ شد. او بیشتر گل‌های خود را در قسمت پایانی فصل به ثمر رساند و در ۷ دور اخیر ۱۳ گل به ثمر رساند.

## افتخارات
ردبول سالزبورگ
- بوندسلیگا اتریش: ۲۰۲۰–۲۱، ۲۰۲۱–۲۲
- جام حذفی اتریش: ۲۰۲۱–۲۲